# رضاآباد (نظرآباد)
رضاآباد (نظرآباد)، روستایی از توابع بخش مرکزی شهرستان نظرآباد در استان تهران ایران است.
تاریخچه : نام این روستا برگرفته از نام تیمسار رضا خواجه نوری از وابستگان خاندان خواجه‌نوری است مشتق شده است این روستا در ابتدا ار اراضی خاندان خواجه نوری بود  رضا اباد داری قنات  هایی است ک یادگار دوران قبل از اسلام است همچنین این روستا دارای درختانی با عمر تقریبی ۳۰۰ ساله است  پس از انقلاب اسلامی و با اعدام تیمسار عبدالله خواجه نوری توسط خلخالی اراضی و کلیه متصرفات اعم از زمین های زراعی و کشاورزی او بین کارگران و رعیت هایش تقسیم شد و در سال ۱۳۵۹  ۳ برادر سخت کوش و با ایمان طالقانی ب نام های حسین صابری بمان علی صابری و عباس صابری و به این روستا مهاجرت کردن و املاک و ارضی بومیان این منطقه را خریداری کردن  و ساکن شدن   کم کم‌  خانواده های زیادی از طالقان به این روستا امدن که  ساکنین اولیه این روستا ها تغیر کرد  مهاجرین بیشتر از روستاهای  ناریان خوزنان ورکش خچیره سگران بودند

## جمعیت
این روستا در دهستان احمدآباد قرار دارد و براساس سرشماری مرکز آمار ایران در سال ۱۳۸۵، جمعیت آن ۲۵ نفر (۸خانوار) بوده‌است.